# Milionia laglaizei
Milionia laglaizei là một loài bướm đêm trong họ Geometridae.